# Keysher Fuller
Artikeln följer den spanska namnseden; faderns efternamn är Fuller och moderns efternamn Spence.
Keysher Fuller Spence, född 12 juli 1994 i Puerto Limón, är en costaricansk fotbollsspelare som spelar för Municipal Liberia och Costa Ricas landslag.

## Klubbkarriär
I augusti 2024 skrev Fuller på ett halvårskontrakt med Cartaginés. I januari 2025 värvades han av Municipal Liberia.

## Landslagskarriär
Fuller debuterade för Costa Ricas landslag den 2 februari 2019 i en 0–2-förlust mot USA. I november 2022 blev Fuller uttagen i Costa Ricas trupp till VM 2022.